# Lights Out (альбом Лила Уэйна)
Lights Out — второй альбом новоорлеанского рэпера Lil' Wayne, выпущенный на лейбле Cash Money Records и Universal Records 19 декабря 2000 года.
Песню «Everything» Lil' Wayne посвятил своему покойному отчиму Реджинальду Макдональду.
Продажи альбома достигли отметки в 500 тысяч экземпляров, что позволило ему получить статус золотого от RIAA.
23 февраля 2001 года вышло специальное издание «Lights Out».

## Список композиций
1. «Watch Them People» (intro) — 0:33
2. «Get Off the Corner» — 4:45
3. «On the Grind» — 3:51
4. «Hit U Up» (совместно с Hot Boys) — 5:11
5. «Everything» — 4:42
6. «Fuck Wit Me Now» — 4:33
7. «Lil' One» (совместно с Baby) — 3:11
8. «Break Me Off» (совместно с Unplugged & Mannie Fresh) — 4:25
9. «Skit» — 0:42
10. «Wish You Would» — 4:14
11. «Grown Man» — 4:33
12. «Shine» (совместно с Hot Boys & Mannie Fresh) — 5:04
13. «Jump Jiggy» — 4:13
14. «Realized» — 4:00
15. «Tha Blues» — 3:49
16. «Let’s Go» (совместно с Baby) — 4:22
17. «Biznite» — 4:44
18. «Act a Ass» (совместно с B.G.) — 4:08
19. «Beef» — 4:24

## Позиции в чартах
| Чарты (2000)                          | Позиция |
| ------------------------------------- | ------- |
| U.S. Billboard 200                    | 16      |
| U.S. Billboard Top R&B/Hip-Hop Albums | 2       |

## Сертификации
| Регион | Сертификация | Продажи  |
| --- | ------------ | -------- |
| США (RIAA) | Золотой      | 500 000^ |
| * Данные о продажах приведены только на основе сертификации. ^ Данные о тиражах приведены только на основе сертификации. |              |          |